# Mishehu Larutz Ito
Mishehu Larutz Ito (en hebreo: מישהו לרוץ איתו, literal: Alguien con quien correr) es una película dramática dirigida por Oded Davidoff, estrenada en Israel en el año 2006 y basada en la novela homónima de David Grossman. Protagonizada por Bar Belfer, Yonatan Bar-Or y Tzahi Grad, sigue la historia de dos jóvenes desconocidos con diferentes circunstancias que terminan uniéndose por el destino.

## Sinopsis
La cinta cuenta la vida de dos personas no relacionadas entre sí, Tamar (Bar Belfer) y Assaf (Yonatan Bar-Or); Tamar tiene talento en la música y es una chica calmada e insegura que está en busca de su hermano en Jerusalén, dejando atrás a toda su familia. Cuando sale de su pueblo se corta el cabello para no ser reconocida, y se dedica a tocar la guitarra y cantar en las calles de la ciudad. El talento de la chica atrae la atención de Pesach (Tzahi Grad), un criminal bajo la fachada de un cazatalentos. Del otro lado de la historia Assaf, un chico de 17 años bastante aburrido y tímido, se encuentra en un trabajo de verano en el ayuntamiento de la ciudad y un día es asignado a la búsqueda de los dueños de un perro perdido. Sin tener ninguna pista del paradero de ellos, Assaf decide guiarse por el perro, quien le lleva por varios lados de la ciudad, donde poco a poco va encontrando pistas: tras descubrir al verdadero dueño del perro, los destinos de ambos jóvenes se unen mientras Tamar intenta salvarse de la amenaza del criminal que la acosa.

## Elenco
- Bar Belfer como Tamar.[2]
- Yonatan Bar-Or como Assaf.[2]
- Yuval Mendelson como Shai.
- Rinat Matatov como Shelly.
- Tzahi Grad como Pesach.
- Danny Steg como Tzahi.
- Neomi Polani como Theodora.
- Rami Davidoff como Yonatan.
- Smadar Jaaron como Lea.

## Recepción
Christopher Farah del sitio Salon.com describió el libro como «una historia que el cinismo cause un poco de risa, da un sentimiento de satisfacción y el sentimentalismo te hace llorar de alegría»; la adaptación al cine ha recibido críticas positivas, la revista Variety destacó las actuaciones de Bar-Or y Belfer diciendo que «los chicos manejan a sus personajes con nostalgia, dulzura y compasión», mientras el sitio Rotten Tomatoes reporta una calificación de 85% de aceptación.
La película recibió un total de 12 nominaciones en los Premios de la Academia de Cine de Israel, incluyendo la categoría de mejor película; Tzahi Grad ganó el Premio Ophir en la categoría de mejor actor de reparto. La actriz Bar Belfer ganó un premio por su actuación, fue otorgado como Premio Especial del Jurado del Festival Internacional de cine de Miami.